# Élections législatives de 2020 dans le Maine
Les élections législatives de 2020 dans le Maine ont lieu le 3 novembre 2020 afin d'élire les 151 membres de la Chambre des représentants de l'État américain du Maine.

## Système électoral
La Chambre des représentants du Maine est la chambre basse de son parlement bicaméral. Elle est composée de 151 sièges pourvus pour deux ans au scrutin uninominal majoritaire à un tour dans autant de circonscriptions.

## Résultats
| Partis                   | Partis                | Voix | %   | +/- | Sièges | +/-           |
| ------------------------ | --------------------- | ---- | --- | --- | ------ | ------------- |
|                          | Parti démocrate (D)   |      |     |     | 79     |               |
|                          | Parti républicain (R) |      |     |     | 66     |               |
|                          | Autres partis         |      |     |     | 1      |               |
|                          | Indépendants          |      |     |     | 5      |               |
|                          |                       |      |     |     |        |               |
| Votes valides            |                       |      |     |     |        |               |
| Votes blancs et nuls     |                       |      |     |     |        |               |
| Total                    | Total                 |      | 100 | -   | 151    | en stagnation |
| Abstentions              |                       |      |     |     |        |               |
| Inscrits / participation |                       |      |     |     |        |               |